# Anni 140 a.C.
Gli anni 140 a.C. sono il decennio che comprende gli anni dal 149 a.C. al 140 a.C. inclusi.

## Nati
- Antioco VI, sovrano († 138 a.C.)144 a.C.
- Tolomeo Menfite, principe egizio († 130 a.C.)143 a.C.
- Marco Antonio Oratore, politico, militare e oratore romano († 86 a.C.)
- Simone Maccabeo, condottiero, sovrano e sacerdote ebreo antico († 135 a.C.)142 a.C.
- 18 febbraio - Tolomeo IX, sovrano egizio († 80 a.C.)141 a.C.
- Antioco VIII, sovrano († 96 a.C.)
- Appio Claudio Pulcro, politico romano († 76 a.C.)
- Lucio Marcio Filippo, politico romano († 73 a.C.)140 a.C.
- Huo Qubing, militare e generale cinese († 117 a.C.)
- Lucio Licinio Crasso, oratore romano († 91 a.C.)
- Quinto Mucio Scevola, giurista e politico romano († 82 a.C.)

## Morti
- Marco Porcio Catone, politico, generale e scrittore romano
- Prusia II, re148 a.C.
- Marco Claudio Marcello, politico e militare romano
- Massinissa, sovrano berbero (n. 240 a.C.)146 a.C.
- Andrisco, militare greco antico (n. 185 a.C.)
- Critolao di Megalopoli, militare greco antico
- Dieo, militare greco antico145 a.C.
- Alessandro I Bala, sovrano
- Eucratide I, sovrano
- Tolomeo VI, sovrano egizio (n. 186 a.C.)
- Tolomeo VII, sovrano egizio141 a.C.
- Publio Cornelio Scipione Nasica Corculo, politico romano
- Han Jingdi, imperatore cinese (n. 188 a.C.)